# Computer Chronicles
Computer Chronicles va ser una sèrie de televisió nord-americana de mitja hora, transmesa de 1983 a 2002 a Public Broadcasting Service (PBS) public television, que va documentar l'auge d'ordinador personal des de la seva infància fins a l'immens mercat de finals del segle XXI.

## Història i resum

Logo com The Computer Chronicles del 1983 al 1989

La sèrie va ser creada el 1983 per Stewart Cheifet (més tard el coamfitrió del programa), que era llavors el gerent de l'estació del Col·legi de Sant Mateu KCSM-TV. El programa va ser transmès inicialment com una sèrie setmanal local. L'espectacle va ser coproduït per WITF-TV a Harrisburg, Pennsilvània. Es va convertir en una sèrie nacional en PBS des de la tardor de 1983. Jim Warren va ser l'amfitrió fundador de la temporada 1981-1982. Es va emetre de forma contínua de 1981 a 2002, amb Cheifet copatrocinando la majoria de les temporades posteriors. Gary Kildall es va exercir com co-amfitrió de 1983 a 1990, proporcionant informació i comentaris sobre productes, així com discussions sobre el futur de l'esfera de l'ordinador personal en constant expansió.
Durant la dècada de 1980, el programa va tenir molts presentadors de suport, que inclouen:
- George Morrow: Presentador i comentarista que durant un temps va encapçalar l'empresa  Morrow Design , Morrow era una cara coneguda en les Cròniques fins a la dècada de 1990. Morrow va morir en 2003.
- Paul Schindler: destacat principalment en revisions de programari, Schindler va contribuir a la sèrie fins a principis de la dècada de 1990.
- Wendy Woods: proporcionar informes per a molts productes de programari i maquinari, a més de parlar amb els principals presentadors en l'estudi sobre temes específics.

El format de  Cròniques de Ordinador  va romandre relativament sense canvis al llarg de la seva execució, excepte potser amb la diferència notable en l'estil de presentació; Originalment formal, va evolucionar cap a un estil casual més relaxat. Des de 1984 en endavant, els últims cinc minuts van presentar Random Access, un segment que li va donar a l'espectador les últimes notícies de l'ordinador des de la llar i els mercats de negocis. Stewart Cheifet, Janelle Stelson, Maria Gabriel i diverses altres persones van presentar el segment.  Accés aleatori  es va suspendre el 1997. El  Minut en línia , presentat en 1995 i que va durar fins a 1997, va proporcionar als espectadors certs llocs web que tractaven el tema de l'episodi. Va presentar a Giles Bateman, que va dissenyar la seqüència d'obertura de la "Pàgina Web" del programa que es va usar des d'aquest període fins al final del programa.
Els gràfics es van canviar el 1989, i l'espectacle es renombró "Computer Chronicles", ometent la paraula "The". Els gràfics van ser redissenyats de nou en 1995, amb els gràfics de la "Pàgina web" dissenyats per Giles Bateman, i redissenyats novament el 1998 per mostrar els clips del programa en un format de "múltiples finestres".
Una altra característica del programa va ser "Pick of the Week" de Stewart, en què va detallar una peça popular de programari o artefacte en el mercat que li atreia i que podria atraure l'audiència local.
De 1994 a 1997, el programa va ser produït per PCTB, amb seu a New Hampshire en cooperació amb KCSM-TV. Començant en la tardor de 1997 i continuant fins al seu final, el xou va ser produït per KTEH San Jose i Stewart Cheifet Productions.
Tot i rebre qualificacions adequades en els Estats Units i ser transmès a tot el món,  Computer Chronicles  es va cancel·lar el 2002. Gairebé tots els episodis de  Ordinador .